# Kano (staat)
Kano is een Nigeriaanse staat. De hoofdstad is Kano, de staat heeft 10.406.259 inwoners (2007) en een oppervlakte van 20.131 km².
Historisch is het een staat van handel en landbouw, vooral bekend door de productie van aardnoten. De officiële taal is Engels, maar algemeen wordt ook Hausa gesproken.

## Lokale bestuurseenheden
Er zijn 44 lokale bestuurseenheden (Local Government Areas of LGA's). Elk LGA wordt bestuurd door een gekozen raad met aan het hoofd een democratisch gekozen voorzitter.
De lokale bestuurseenheden zijn:
| - Ajingi - Albasu - Bagwai - Bebeji - Bichi - Bunkure - Dala - Dambarta - Dawakin Kudu - Dawakin Tofa - Doguwa - Fage - Gabasawa - Garko - Garun Mallam - Gaya - Gezawa - Gwale - Gwarzo - Kabo - Kano - Karaye |  | - Kibliya - Kiru - Kunbotso - Kunchi - Kura - Madibo - Makoda - Minjibir - Nassarawa - Rano - Rimin-Gado - Rogo - Shanono - Sumaila - Takai - Tarauni - Tofa - Tsanyawa - Tudun Wada - Ungogo - Waraua - Wudil |

Abia · Adamawa · Akwa Ibom · Anambra · Bauchi · Bayelsa · Benue · Borno · Cross River · Delta · Ebonyi · Edo · Ekiti · Enugu · Gombe · Imo · Jigawa · Kaduna · Kano · Katsina · Kebbi · Kogi · Kwara · Lagos · Nassarawa · Niger · Ogun · Ondo · Osun · Oyo · Plateau · Rivers · Sokoto · Taraba · Yobe · Zamfara
Federaal district: Federal Capital Territory